# Elizabeth Peña
Elizabeth Maria Peña (Elizabeth, Nueva Jersey; 23 de septiembre de 1960 - Los Ángeles, California; 14 de octubre de 2014), conocida como Elizabeth Peña, fue una actriz estadounidense.

## Biografía
Peña nació en Elizabeth, Nueva Jersey, hija de Estella Margarita y Mario Peña, escritor, actor y director cubano, quien cofundó la Asamblea Teatral Latinoamericana. Peña se graduó en Nueva York en el famoso High School of Performing Arts en 1977. Sus compañeros de clase fueron Ving Rhames (con quien más tarde sería coestrella en Jacob's Ladder) y Esai Morales (con quien más tarde también sería coestrella en La Bamba).
Apareció en películas como La Bamba como Rosie Morales-Valenzuela, Batteries Not Included como Marisa Esteval, Down and Out in Beverly Hills, Lone Star, Vibes, Hora Punta, Free Willy 2, entre otras. Actuó en el Showtime Resurrection Blvd, como Tia Bibi Corrades. También prestó su voz para el personaje Mirage, de la película de animación Los Increíbles. Fue estrella invitada en el decimoctavo episodio de la segunda temporada de Numb3rs, como Sonya Benavides.
Peña protagonizó la serie de televisión I Married Dora, un sitcom que solamente duró 13 episodios en 1987. En el último programa, el elenco rompió "la cuarta pared" de la incredulidad suspendida.
Coprotagonizó la aclamada por la crítica, pero de corta duración, serie de televisión Shannon's Deal (1989-1991), del escritor y director John Sayles. En 1996, Sayles escribió y dirigió la película de misterio Lone Star y puso de nuevo a Peña como coprotagonista.
Asimismo, participó en la ficción Modern Family en el papel de Pilar, madre de Gloria Delgado-Pritchett (Sofía Vergara).

## Vida personal
Su primer matrimonio fue con William Kibler; terminó en divorcio en 1988. En 1994, Peña se casó con Hans Rolla, un carpintero de profesión. El matrimonio tuvo dos hijos: un niño (Kaelan) y una niña (Fiona).
Falleció la noche del martes 14 de octubre de 2014, debido a una cirrosis hepática provocada por el abuso de bebidas alcohólicas durante años.

## Filmografía

### Cine y televisión
| Año       | Título                                  | Rol                              | Notas                                            |
| --------- | --------------------------------------- | -------------------------------- | ------------------------------------------------ |
| 1979      | El Super                                | Aurelita                         |                                                  |
| 1980      | Times Square                            | Anfitriona de la disco           |                                                  |
| 1981      | They All Laughed                        | Rita                             |                                                  |
| 1985      | Crossover Dreams                        | Liz García                       |                                                  |
| 1985      | Cagney & Lacey                          | Adelita Carrena                  | Episodio: "Ordinary Hero"                        |
| 1985      | T. J. Hooker                            | María                            | Episodio: "Rip-off"                              |
| 1986      | Down and Out in Beverly Hills           | Carmen                           |                                                  |
| 1986      | Hill Street Blues                       | Alice                            | Episodio: "Come and Get It"                      |
| 1987      | La Bamba                                | Rosie Morales                    |                                                  |
| 1987      | Batteries Not Included                  | Marisa Esteval                   |                                                  |
| 1987–1988 | I Married Dora                          | Dora Calderón                    | 13 episodios                                     |
| 1988      | Vibes                                   | Consuelo                         |                                                  |
| 1989      | Blue Steel                              | Tracy Pérez                      |                                                  |
| 1989      | Shannon's Deal                          | Lucy Acosta                      | Película para televisión                         |
| 1990      | Drug Wars: The Camarena Story           | Mika Camarena                    | Miniserie de televisión                          |
| 1990      | Jacob's Ladder                          | Jezzie                           |                                                  |
| 1990–1991 | Shannon's Deal                          | Lucy Acosta                      | 11 episodios                                     |
| 1992      | The Waterdance                          | Rosa                             |                                                  |
| 1992      | Fugitive Among Us                       | Flo Martin                       | Película para televisión                         |
| 1993      | Dream On                                | Debra                            | Episodio: "Super Freak"                          |
| 1993–1994 | L.A. Law                                | Jinx Baldasseri                  | 4 episodios                                      |
| 1994      | Dead Funny                              | Viv Saunders                     |                                                  |
| 1994      | Roommates                               | Lisa                             | Película para televisión                         |
| 1995      | Two                                     | Elizabeth Gaitán                 | Película para televisión                         |
| 1995      | Across the Moon                         | Carmen                           |                                                  |
| 1995      | The Outer Limits                        | Dra. Jennifer Martínez           | Episodio: "Living Hell"                          |
| 1995      | Free Willy 2: The Adventure Home        | Kate Haley                       |                                                  |
| 1995      | The Invaders                            | Ellen Garza                      | Película para televisión                         |
| 1996      | It Came from Outer Space II             | Ellen Fields                     | Película para televisión                         |
| 1996      | Lone Star                               | Pilar                            |                                                  |
| 1996      | Recon                                   |                                  |                                                  |
| 1997      | Contagious                              | Detective Luisa Rojas            | Película para televisión                         |
| 1997      | The Second Civil War                    | Christina                        | Película para televisión                         |
| 1997      | Gridlock'd                              | Agente de admisión               |                                                  |
| 1997      | Dead Man's Gun                          | Gisella                          | Episodio: "Fortune Teller"                       |
| 1998      | The Pass                                | Zeena                            |                                                  |
| 1998      | Rush Hour                               | Detective Tania Johnson          |                                                  |
| 1998      | The Eddie Files                         | Aunt Ida                         | Episodio: "Charts & Graphs: The Dessert Derby"   |
| 1998      | Strangeland                             | Toni Gage                        |                                                  |
| 1998      | Aldrich Ames: Traitor Within            | Rosario Ames                     | Película para televisión                         |
| 1999      | Border Line                             | María Rodríguez                  | Película para televisión                         |
| 1999      | Seven Girlfriends                       | Martha                           |                                                  |
| 2001      | Ten Tiny Love Stories                   |                                  |                                                  |
| 2001      | Things Behind the Sun                   | Carmen                           |                                                  |
| 2001      | Tortilla Soup                           | Leticia Naranjo                  |                                                  |
| 2001      | Resurrection Blvd.                      | Beatriz "Bibi" Corrales          | Episodio: "Arriba y abajo"                       |
| 2001      | On the Borderline                       | Connie                           |                                                  |
| 2002      | Impostor                                | Midwife                          |                                                  |
| 2002      | ZigZag                                  | Ms. Tate                         |                                                  |
| 2002      | Resurrection Blvd.                      |                                  | Director Episodio: "Justicia"                    |
| 2002–2003 | Boston Public                           | Superintendent Elizabeth Vasquez | 2 episodios                                      |
| 2003      | CSI: Miami                              | Mercedes Escalante               | Episodio: "Simple Man"                           |
| 2003      | Los Hermanos García                     |                                  | Directora Episodio: "It Was Fun While It Lasted" |
| 2004      | The Hollywood Mom's Mystery             | Theresa Shoe                     | Película para televisión                         |
| 2004      | Suburban Madness                        | Clara Harris                     | Película para televisión                         |
| 2004      | Maya & Miguel                           | Rosa Santos                      | Voz                                              |
| 2004      | Los Increíbles                          | Mirage                           | Voz                                              |
| 2004      | NCIS                                    | Agente del FBI Lina Reyes        | Episodio: "Terminal Leave"                       |
| 2004–2005 | Justice League                          | Paran Dul                        | Voz 4 episodios                                  |
| 2005      | How the Garcia Girls Spent Their Summer | Lolita                           |                                                  |
| 2005      | Without a Trace                         | Rosie Diaz                       | Episodio: "Neither Rain Nor Sleet"               |
| 2005      | Transamérica                            | Margaret                         |                                                  |
| 2005      | Down in the Valley                      | Gale                             |                                                  |
| 2005      | Keep Your Distance                      | Holly                            |                                                  |
| 2005      | The Lost City                           | Miliciana Muñoz                  |                                                  |
| 2005      | Sueño                                   | Mirabela                         |                                                  |
| 2005      | Numb3rs                                 | Sonya Benavides                  | Episodio: "Assassin"                             |
| 2006      | Minoriteam                              | María / Gold Digger              | Voz Episodio: "Landon in Love"                   |
| 2007      | Adrift in Manhattan                     | Isabel Parades                   |                                                  |
| 2007      | American Dad!                           | Dueña de la tienda               | Voz Episodio: "American Dream Factory"           |
| 2007      | D-War                                   | Agente Linda Pérez               |                                                  |
| 2007      | Goal II: Living the Dream               | Rosa María                       |                                                  |
| 2007      | Love Comes Lately                       | Esperanza                        |                                                  |
| 2008      | Racing for Time                         | Flores                           | Película para televisión                         |
| 2008      | Nothing Like the Holidays               | Anna Rodríguez                   |                                                  |
| 2009      | Ghost Whisperer                         | Marla                            | Episodio: "This Joint's Haunted"                 |
| 2009      | Down for Life                           | Sra. Castro                      |                                                  |
| 2009      | Becoming Eduardo                        | Leticia                          |                                                  |
| 2009      | Mother and Child                        | Amanda                           |                                                  |
| 2009      | A Single Woman                          | Narradora                        |                                                  |
| 2011      | Off the Map                             | Inez                             | Episodio: "I'm Home"                             |
| 2011      | The Perfect Family                      | Christina                        |                                                  |
| 2013      | Modern Family                           | Pilar                            | 2 episodios                                      |
| 2013      | Major Crimes                            | Rosa Vega                        | Episodio: "Under the Influence"                  |
| 2014      | Matador                                 | Maritza Sandoval                 | 7 episodios                                      |

|2015
|Ana Maria in novela land
|Madre de Ana Maria
|película Anglo mexicana